# Colombo Football Club
Maillots
Le Colombo Football Club, plus couramment abrégé en Colombo FC, est un club srilankais de football fondé en 2008 et basé à Colombo, la capitale du pays.

## Histoire
Fondé à Colombo en avril 2008, il compte quatre titres nationaux : trois titres de champion du Sri Lanka et une Coupe du Sri Lanka.
Ses titres de champion ont permis au club de participer aux compétitions continentales organisées par l'AFC : la première fois en Coupe de l'AFC 2017 (élimination au premier tour), pour la Coupe de l'AFC 2018 le club n'a pu participer à cause d'un problème d'inscription de la part de la fédération sri lankaise, pour la Coupe de l'AFC 2019, Colombo se qualifie pour les play offs de qualification pour la phase de poule.

## Palmarès
| Compétitions nationales |
| --- |
| - Championnat du Sri Lanka (4) : - Champion : 2016, 2016-17 et 2017-18, 2023. - Coupe du Sri Lanka (1) : - Vainqueur : 2015. |

## Personnalités du club

### Présidents du club
- Saif Yusoof

### Entraîneurs du club
- Dickson Silva (2008)
- Sisira De Silva (2009)
- Subani Hashimdeen (2010)
- Hassam Roomy (2010-)